# Free System Projekt
Free System Projekt is een Nederlands muziekduo dat elektronische muziek maakt, bestaande uit Marcel Engels (geboren 1973) en Ruud Heij. De muziek is georiënteerd op de stijl van Tangerine Dream uit de jaren 70 en wordt tot de Berlijnse School gerekend.
Free System Projekt was oorspronkelijk een soloproject, dat door Engels in 1995 werd opgericht. Hij was opgegroeid met muziek van Tomita en Jean Michel Jarre. Engels nam de albums Impulse en Pointless Reminder solo op, waarbij hij werkte met gastmuzikanten zoals Dave Brewer, Bill Fox en AirSculpture. Heij van Patchwork, die ook samengewerkt heeft met Gert Emmens, werd in 1999 aan de band toegevoegd.

## Invloeden en stijl
De stijl is elektronische muziek in het subgenre de Berlijnse School van de Krautrock, met invloeden van Tangerine Dream, Klaus Schulze, Michael Hoenig, Jean Michel Jarre, Pink Floyd en Pulsar. Zelf noemt Engels ook nog Neuronium, Camel, Ozric Tentacles, Orbital en Future Sound of London als inspiratiebron.

## Discografie

### Albums
- Impulse (1996)
- Pointless Reminder (1999)
- Okefenokee Dreams (2000)
- Okefenokee Dreams 2001 (2001)
- Atmospheric Conditions (2002)
- Passenger 4 (2004)
- Protoavis (2004)
- Impulse 2005 (2005)
- Moyland (2005)
- Gent (2007)
- Narrow Lane (2008)
- Time out of Mind (2009)
- Mind out of Time (2010)
- Legacy (2011)
- Five Suns (2017)

### Overig
- No Picture Time (1995)
- Movements (1997)
- Substance (1997)
- Gold-tri: Volume 1 (1998)
- Gold-tri: Volume 2 (1998)
- E-Live '00 (2000)
- Beyond me (2001)
- Hampshire Jam (2001)
- Preserved  (2001)
- Mojave 2003 Various tracks (2004)

### Dvd
- Gent (2007)
- From Hampshire to Leicester (2009)

## Optredens (selectief)
- 2000 10 september Veldhoven (Nederland) E-Live Festival 2000, De Schalm
- 2001 13 oktober Philadelphia (Verenigde Staten) Gatherings Concert Series
- 2005 28 mei Gent (België) met dvd-opname
- 2008 29 oktober Leicester (Engeland) in het National Space Centre
- 2007 15 oktober Hampshire (Engeland) Hampshire Jam Festival (3e keer)
- 2008 17 mei Leicester (Engeland) in de St John's The Baptist Church; Van dit optreden verscheen in eerste instantie een dubbele CD-r (2008) en in tweede instanties twee cd’s onder de titel British aisles (2019) op het platenlabel Groove Unlimited. Volume One draagt de titels Electronic supplication (60:43) en Anointed waves (11:08). Volume Two draagt de titels British aisles (63:04) en Altared states (11:20).